# Argyra californica
Argyra californica är en tvåvingeart som beskrevs av Van Duzee 1925. Argyra californica ingår i släktet Argyra och familjen styltflugor.
Artens utbredningsområde är Kalifornien. Inga underarter finns listade i Catalogue of Life.